# Herman Österlund
Herman Österlund (3. maj 1873 i Arup, Högseröd Sogn ved Löberöd – 28. september 1964 i Löberöd) var en svensk maler, uddannet på Kungliga Akademien för de fria konsterna og på vidtstrakte rejser. Han har malet stemningsfulde landskaber, særlig fra Skåne, Kullaberg m.v., og figurbilleder.
I Malmö Museum ses Solnedgang og Skovinteriør, i Konviktoriet i Lund Falsterbo Kirke. På den baltiske udstilling i Malmö 1914 sås bl.a. det store og smukke Stupberget.
Han er begravet på Högseröd Kirkegård.